# Głubczyce-Sady
Głubczyce-Sady ist eine Ortschaft in Oberschlesien. Der Ort liegt in der Gmina Głubczyce im Powiat Głubczycki in der Woiwodschaft Oppeln in Polen.

## Geographie

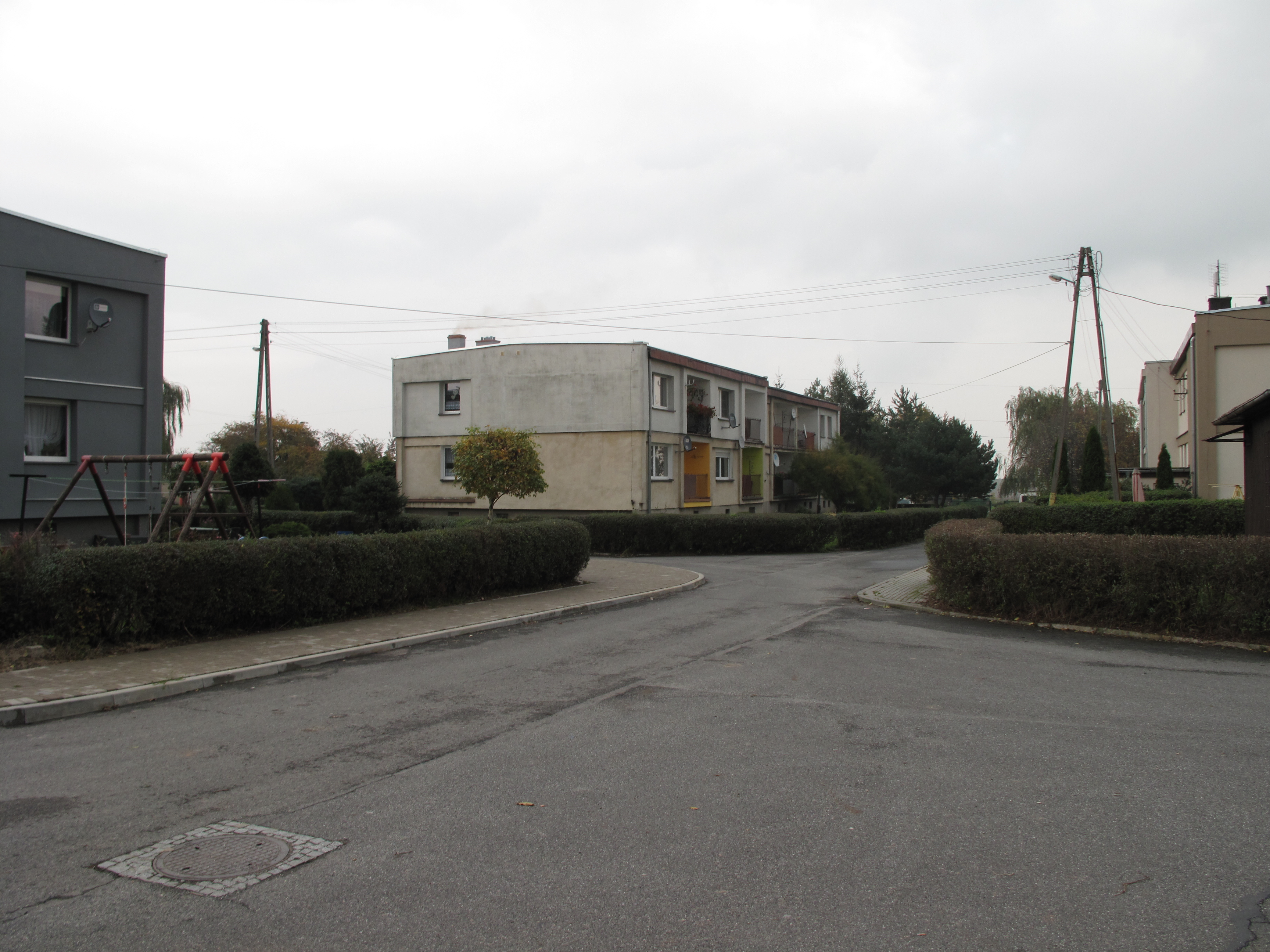
Ortsbild

### Geographische Lage
Głubczyce-Sady liegt vier Kilometer nördlich der Kreisstadt und des Gemeindesitzes Głubczyce (Leobschütz) sowie 58 Kilometer südwestlich der Woiwodschaftshauptstadt Opole (Oppeln). Der Ort liegt in der Nizina Śląska (Schlesische Tiefebene) innerhalb der Płaskowyż Głubczycki (Leobschützer Lößhügelland). Durch das Dorf fließt die Stradunia (Straduna), ein linker Zufluss der Oder. Durch den Ort verläuft die Woiwodschaftsstraße Droga wojewódzka 416.

### Nachbarorte
Nachbarorte von Głubczyce-Sady sind im Osten Lwowiany (Schlegenberg), im Osten Zawiszyce (Sabschütz) sowie im Süden der Gemeindesitz Głubczyce (Leobschütz).

## Sehenswürdigkeiten
- Hölzernes Wegekreuz